# Wladimir Kaplunowski
Wladimir Pawlowitsch Kaplunowski (russisch Владимир Павлович Каплуновский; * 15. Julijul. / 28. Juli 1906greg. in Charkow, Russisches Kaiserreich; † 14. Februar 1969 in Moskau) war ein sowjetischer Regisseur und Produktionsdesigner.

## Filmografie

### Regie
- 1956: Der Mexikaner
- 1958: Die Hauptmannstochter (Капитанская дочка / Kapitanskaja dotschka)
- 1961: Lubuszka

### Produktionsdesign
- 1935: Strenger Jüngling (Strogij junoscha)
- 1941: Mechta
- 1947: Frühling (Wesna)

### Szenografie
- 1966: Kaukasische Gefangene (Kawkazskaja plennica)